# Bryopolia chamaeleon
Bryopolia chamaeleon är en fjärilsart som beskrevs av Alphéraky 1887. Bryopolia chamaeleon ingår i släktet Bryopolia och familjen nattflyn. Inga underarter finns listade i Catalogue of Life.